# 泸州北方化学工业
瀘州北方化學工業有限公司，簡稱瀘州北方，中國兵器工業集團旗下公司，是在1933年初時在河南巩县成立，後來在1938年搬遷至四川泸州，並改為註冊地點，董事長趙其林、總裁為鄧維平。至於總部為瀘州市。
其主要業務生產军品、纤维素衍生物、有机硅、精制棉、原盐、金属硅、烧碱、甲烷氯化物、氯化聚丙烯、汽车油箱、包装物、铸造树脂等產品。也把聯營公司的，四川北方硝化棉股份有限公司（深交所：002246）安排在2008年於深圳證券交易所上市，值得一提，是唯一硝化棉資產部份。

## 拓展阅读
1. 杨越. "倾心打造西部精细化工生产基地——泸州北方化学工业有限公司民品发展纪实." 国防科技工业 000.008(2007):22-26. （页面存档备份，存于）
2. 许明清. "泸州北方公司:"双五"品牌成就梦想." 中国军转民 000.008(2007):70-71. （页面存档备份，存于）
3. 姜宁. "泸州北方公司奋力谱写新时代军民融合发展新篇章." 国防科技工业 No.217.07(2018):31-33. （页面存档备份，存于）
4. 许明清. "品牌成就梦想——泸州北方公司品牌战略助推经济快速增长." 中国军转民 000.005(2007):50-53. （页面存档备份，存于）
5. 黄永久. "实践"三个代表"实现"二次创业"." 企业文明 000.006(2003):29-30. （页面存档备份，存于）

## 外部連結
- 瀘州北方化學工業有限公司